# Barry
Barry (walisisk: Y Barri) er en by i Vale of Glamorgan, Wales, på nordkysten af Bristol Channel omkring 14 km syd-sydvest for Cardiff. Barry er en kystby, hvis attraktioner inkluderer adskillige strande og Barry Island Pleasure Park. Ifølge Office for National Statistics havde Barry et indbyggertal på 54.673 i 2016, hvilket gør den til en af Wales' største byer.
Den var tidligere en lille landsby, men Barry er udvidet og har absorberet de omkringliggende landsbyer Cadoxton, Barry Island og Sully. Den voksede betragteligt fra 1880'erne med udviklingen af Barry Docks, der var verdens næststørste kul-havn i 1913.
Ruinen af Barry Castle står i byen. Den drives af Cadw.